# Carlton "Santa" Davis
Pour les articles homonymes, voir Carlton.
 (juin 2017).
Carlton « Santa » Davis, né le 21 novembre 1953 à Kingston (Jamaïque), est un musicien jamaïcain qui officie au poste de batteur.
Il a travaillé avec les artistes de reggae suivants : Jimmy Cliff, Black Uhuru, Burning Spear, Big Youth, The Wailers, Peter Tosh, Andrew Tosh, The Wailing Souls, Ini Kamoze, Big Mountain, Michael Rose, Ziggy Marley, Bob Marley (Africa Unite, Ride Natty Ride, Coming In From The Cold, Chant Down Babylon), etc.
Il a également enregistré avec des artistes extérieurs au reggae tels que Isaac Hayes, Carlos Santana, Chaka Khan, Pink, Eddie Griffin et Willie Nelson sur son album Countryman (2005).
En 1981, il devint le batteur officiel de Peter Tosh en remplacement de Sly Dunbar, et joue à présent de la batterie derrière Ziggy Marley.